# Wilancookita
La wilancookita és un mineral de la classe dels fosfats.

## Característiques
La wilancookita és un fosfat de fórmula química (Ba,K,Na)₈(Ba,Li,□)₆Be24P24O96·32H₂O. Cristal·litza en el sistema isomètric. És un mineral relacionat amb la pahasapaïta que va ser aprovat per l'Associació Mineralògica Internacional l'any 2015. Només se n'ha trobat a Ponte do Piauí, a la vall de Piauí (Minas Gerais, Brasil).